# کامنگتسا (لهستان)
کامنگتسا (به لهستانی:  Kamnica) یک روستا در لهستان است که در گمینا میاستکو واقع شده‌است.
 کامنگتسا  ۳۷۳ نفر جمعیت دارد.